# うまッチ!
『うまッチ!』は、フジテレビ系列で2005年1月8日から2006年12月23日まで土曜深夜25:15 - 25:45に放送されていた、『うまなりクン』『あしたのG』から続く東日本地域向け競馬バラエティ番組である。最高視聴率は5.3%（2006年4月15日放送分）。

## 出演者
レギュラー
- 若槻千夏
- アンタッチャブル（山崎弘也・柴田英嗣）
- 福原直英（当時フジテレビアナウンサー）
- 長野翼（当時フジテレビアナウンサー）
- 工藤里紗（天気予報コーナー担当）

準レギュラー
- 椋木宏（競馬エイトトラックマン）
- 細江純子（元騎手、競馬評論家）

以上2名はお互いが交替しつつ隔週で出演。椋木は2005年12月24日放送分まではレギュラー出演者。細江は2006年2月11日放送分からレギュラー出演を開始。
- 明石家さんま（さんま馬主プロジェクトや対談で出演。スペシャルレギュラー）

### 備考
- 若槻・福原は2005年4月3日放送分から『スーパー競馬』のメインキャスターも担当。
- 2006年4月15日放送分で記録した最高視聴率5.3%は同時間帯の占有率29.5%を誇り、土曜競馬番組史上最高を記録した。これに伴いJRA高橋理事長、明石家さんま、そしてディープインパクト名義の祝いの花輪が届いた。
- 若槻・アンタッチャブル・福原・長野は『うまッチ!』の次番組『うまなで〜UMA to NADESHIKO〜』にもゲスト出演している。また、アンタッチャブルは2008年1月12日から放送の『みんなのウマ倶楽部』においてレギュラー復帰[1]している。

## 番組構成
基本的なフォーマットは以下の通り。

### さんま馬主プロジェクト
放送初回で馬主になるように確約された明石家さんまのお眼鏡にかなう競走馬を探し出すため、アンタッチャブルの2人が牧場などを巡る。最終的には競走馬の成長から調教、レースに出るまでを追った。またこのコーナー内で新馬の名前を付けており、その競走馬についても今後を追って行くことになっていた。命名された馬は以下のとおり。
- シャチョマンユウキ - ビッグレッドファーム総帥・岡田繁幸の厚意で、岡田の妻名義（当時）の馬の命名権を提供された。名付け親はさんま[2][3]で、彼が感銘を受けたとされる映画『社長漫遊記』に由来し、2005年の皐月賞でディープインパクトとシックスセンスという映画のタイトルが付いた馬が1着2着となったことにあやかったとされる。しかし日本の競走馬名はカタカナで2文字以上9文字以内という決まりがありそのままでは登録できないため、サンマとマンユウキをかけたサンマンユウキという名前も検討された。結局シャチョウのウを抜いて9文字に合わせたが、さんまはこの名前を付けたことをときどき後悔していた。
- ザンテツケン（ルパン三世の登場人物・15代目石川五ェ門の持つ架空の名刀から）
- シアワセナンダッケ（明石家さんまが過去に出した歌から[4]）

シャチョマンユウキは毎週のように特集を組まれていたが、じょじょに取り上げられる回数を減らされた。番組内ではクラシック制覇を期待されていたが、体質の弱さからデビューが遅れ、放送期間中は2006年6月に1勝(引退までの通算成績は中央8戦1勝、地方16戦1勝)を挙げたにとどまり、その夢はかなわなかった。
2005年冬期からは競馬ドラマプロジェクト、主題歌プロジェクトがこの馬主プロジェクトの一環として放送された。ドラマはさんまが出演したときのフリートークから生まれたが、主題歌は矢延隆生プロデューサー（当時）が無理矢理さんまを応援隊長としただけのようである。

### 土曜競馬ダイジェスト
その日の中央競馬のレース内容のダイジェスト放送（日曜日は単独番組として放送）。前2番組とは違いメインレースだけでなく福原アナやスタッフが注目したレースにもスポットを当てるほか、福原アナによる一言コメントやその日のレポートも取り上げる。ただし番組の編成上時々メインレースのみ、または特別競走の結果のみの場合もある。

### 専門家による出走馬の解説
毎週どちらか一方のコーナーのみ行う。
- ムックンの調教BEST3

椋木のコーナーで2006年春からおおむね隔週で放送。トラックマンの知識を生かして実際に現地へ取材を行い調教で良かった馬を評価し、フリップにてベスト3を発表する。ここでは、点数を「ヒロシ」という単位に換算している。1位は必ず100ヒロシとなっている。2005年夏までは「調教ヒロシです。」というコーナー名だった。
コーナーが始まったのは同年の秋から年末までアンタッチャブルの柴田との予想対決を行って全く当たらず、翌年にスタジオでヒロシのものまねをして馬券を1度も的中していないことを自虐ネタ風に披露したこと。コーナーの冒頭は、ヒロシのネタで流れるBGMと衣裳に扮して「ヒロシ（宏）です。」とタイトルコールして始まる。
- 細江純子のズバリ聞くわよ!

細江のコーナーで2006年春からおおむね隔週で放送。元騎手という経歴と競馬評論家の知識を生かして実際に現地取材を行い、好調の馬を1頭挙げる。コーナー名は、細江の氏名が細木数子に似ていることと同人の番組『ズバリ言うわよ!』を合わせパロディしたことに由来する。コーナーの冒頭は、細木の衣裳に扮して「細江純子のズバリ聞くわよ!」とタイトルコールして始まる。また栗東トレーニングセンターへ取材に行った模様を放送するときも前述の衣裳に扮してインタビューしていることがあり、栗東トレセン取材の場合などは同期デビューで当時現役の福永祐一や先輩の武豊から苦笑されながらツッコミを受けることもしばしば。

### ピンポイント競馬予想
翌日のメインレースをレギュラー陣が予想する。予想が外れた者は、翌週の番組冒頭にて「敗者の弁」を述べる事が暗黙の了解になっていた。
- 2005年春に予想チームを組む若槻千夏と長野翼アナがショートコント形式の予想をするようになるも、的中率が低く秋競馬の際にこの形式は取り止めになっている。
- 同年3月12日放送分におけるフィリーズレビューにおいて、前週の弥生賞を当てた“出たがりな”矢延プロデューサーの予想を悪態をつきながらバッサリ切り捨てた若槻は、独自の1点予想で勝負に出たが、またも矢延の予想に軍配が上がり、プロデューサーに反逆した罰として、メインMCにもかかわらず次週放送分ではカンペ出しのAD扱いに格下げされた（翌週にMC復帰）。
- 同年秋競馬で9月17日放送分でそれまで「アンタの予想は全然当ってないんだから!」「予想をして24年!素人ごときに負けるわけがない!」と丁丁発止の挑発合戦を繰り広げていた柴田と椋木が決着をつけるべく競馬予想対決を正式に行うことになり、結果は万馬券獲得（後述）等もあり素人予想の柴田に軍配。勝利のご褒美として翌年放送分で美女と行く温泉旅行を敢行した。尚、お付きの美女として若槻の事務所の後輩である木口亜矢と渋谷千賀がバーター出演している。この経緯から椋木は自身の名前に合せて芸人・ヒロシのものまねで自虐ネタを披露するハメになった。
- 山崎は紙（写真）芝居に仕立てた予想（後述）を行う。また、福原アナが予想時に100万円を振り分けて予想をしている場合があるが、それは以前担当していたうまなりクンが1レース100万円を使って予想をしていたためその名残とされている。
- 同年12月10日放送分には内山信二がゲスト予想家として登場。またこの週の朝日杯フューチュリティステークス予想で3連単万馬券を手にした柴田が翌週の放送で記念に作った特製『万馬券肉まん』をスタッフと出演者に配り歩いた。
- 翌週12月17日放送分には同時期にフジテレビで開催されていた「HOT☆FANTASY ODAIBA 2005」のPRで「電車ガール」に選出されていた若槻の後輩である岩佐真悠子と佐野夏芽がゲスト出演。

#### 山崎予想劇場
2005年秋から2006年末まで行なわれた山崎の小芝居型競馬予想（後述する「ピンポイント競馬予想 '06春」「ケイバトル・ロワイヤル」内で行われる）。山崎が街頭紙芝居を読むおじさんに扮し、寸劇を通して競馬予想を展開する。予想の番になるとベルを鳴らし、他の予想参加者にサービスとしてペロペロキャンディを渡すのがお決まりの合図。次に紙を一枚抜いて「山崎○○予想」と読み上げ、その後の続きはVTRで流される。勝ち馬はVTRの中で登場したキーワードに沿ったものを挙げている。殆どおふざけなのだが買う馬券が殆ど複勝であるため的中率が良いこともあり、その馬鹿馬鹿しさと相まって人気が高かった。○○に入る用語は「歌謡」がほとんどで、ある歌手のものまねをして替え歌を披露する。その他には以下のような小芝居ものがある。
- お宝予想…フローラステークス

書庫のお宝を探った山崎が細江純子の写真集を見つけ、挟んでいた栞に予想が書いてあった。
- 山咲千夏・体操予想…NHKマイルカップ

若槻の事務所後輩である桜井ひなと香坂優菜がレオタード姿で小芝居に借り出され、若槻から「ウチの後輩たちに変な事させないでよっ!!」とクレームを受ける。
- 官能予想…オークス

同時期に尻出しをコンセプトにした写真集を出版した若槻を主人公とした官能小説を朗読。予想の最後にデビュー当時のふっくらとした若槻の顔写真パネルが出され若槻が泣きながら激怒し、山崎の顔面に鉄拳を喰らわせた。
- サッカーワールドカップ予想…安田記念、マーメイドステークス

同時期に開催していたサッカーワールドカップに合わせた予想。
- 敬老予想…セントライト記念

開催の翌日が敬老の日だった。
- 映画予想…ヴィクトリアマイル、神戸新聞杯

ヴィクトリアマイルは「山猿」と題し同時期に上映された映画『LIMIT OF LOVE 海猿』の、神戸新聞杯は同局放送ドラマ『電車男』のパロディ。いずれも小芝居の相手役に工藤を起用し、人気が高かった。
- 野球予想…菊花賞

当日の日本シリーズ開幕にあやかって、旋風を巻き起こしている北海道日本ハムファイターズのトレイ・ヒルマン監督（当時）のモノマネを披露。
- 刑事予想…天皇賞・秋

同局で放送していたドラマ『古畑任三郎』のパロディ。
同年12月2日・9日は、今まで展開してきた山崎予想劇場のベスト10を発表する「COUNT DOWN 山崎」が放送された。当時、裏番組だった『COUNT DOWN TV』のパロディ。
『うまッチ!』のレギュラー放送終了後も次番組『うまなで〜UMA to NADESHIKO〜』（以下「うまなで」と省略）にてアンタッチャブルがゲスト出演した2007年9月15日、10月13日の各放送で山崎予想劇場の定番となっていた「山崎歌謡予想」を披露している。また、この寸劇の収録をするために他の『うまッチ!』メンバーより2時間早くスタジオ入りしているというエピソードを同番組内で述べた。
また、同年11月3日放送の『うまなで』では同番組にゲスト出演した井崎脩五郎が曲目『乾杯』で歌謡予想を披露している。

#### ピンポイント競馬予想 '06春
2006年2月11日から6月24日まで放送。第56回ダイヤモンドステークスから第47回宝塚記念までの全20レースを予想する。参加者は若槻&長野アナ・福原アナ・山崎・柴田。優勝者は山崎。尚、この時より細江純子元JRA騎手が準レギュラーとして出演。
- ルール

各レース毎の持ち金は10万円。各レース毎に勝ち馬を予想して持ち金を増やしていく。持ち金を全て賭けなければならない。全20レース終了時点の持ち金（各レース毎の配当合計+毎週行われる携帯サイトの投票で1位になった時の指名料合計）で勝敗を決める。
- 5月27日放送分「日本ダービー」の予想ゲストとしてくりぃむしちゅーの有田哲平が出演。

#### ケイバトル・ロワイヤル
同年9月9日から12月16日まで放送。別称はピンポイント競馬予想 '06秋。第20回セントウルステークスから第1回阪神カップまでの全15レースを予想する。予想参加者は若槻（若槻休業中の同年12月は工藤が代理）・福原アナ・山崎・柴田。優勝者は山崎。
当初は第51回有馬記念まで全16レースを予想するはずだったが番組の年内終了が決定したため最終回で決着編として罰ゲームを放送し、予想対決を1回分切り上げることになった。12月23日放送で、敗者となった福原アナがよみうりランドでバンジージャンプを行った。
- ルール

最初の持ち金は100万円。各レース毎に予想して持ち金を増やしていく。持ち金の範囲内なら1レースでいくら賭けても可。全15レース終了時点の持ち金（残額+各レース毎の配当合計+毎週行われる携帯サイトの投票で1位になった時の指名料合計）で勝敗を決める。最も持ち金が多いメンバー1人が優勝者となり、自身の希望商品を獲得できる。反対に最も持ち金が少ないメンバー1人は罰ゲームを受けることになり、バンジージャンプをしながらタイトルコールを行わなければならない。
希望商品はそれぞれ、若槻=ダイソンの高級掃除機、福原アナ=東京競馬場本馬場での乗馬体験、山崎=『うまッチ!』枠1回を自分のスペシャル番組として放送、柴田=肥後ずし永久無料券（大阪にある『うまッチ!』ADの実家のおすし屋さん）だった。
- 10月21日放送分で、あまりにも予想が当たらない山崎と福原アナに応援メッセージVTRが届く。山崎には『めざましテレビ』の高島彩アナと中野美奈子アナから、福原アナにはドッキリ企画として元フジテレビアナウンサーの典子夫人から届いた。

### メインレースのピンポイント天気予報
工藤のコーナーで番組当初から放送。白板に書かれたメインレースの馬場状況・天候などを伝える。そのほかに前述の情報からメインレースを予想する「里紗の注目馬」や不定期で各競馬場に関する情報を伝える「工藤リサーチ」がある。2006年9月9日から「クドーリサーチ」に改名され同日から競馬に関する雑学クイズを出題することになり、エンディングで正解を披露する。

## スペシャル企画
通常の番組構成とは異なるものを挙げる。ここでいうほとんどの企画は一部を除いて夏季・年始・年末に放送されている、準レギュラーメンバーが出演していない、生放送ではなく事前にロケ収録されたものなどの特徴がある。

### 外ロケ編
- 2006年1月7日から3回に分けて石橋脩騎手、松岡正海騎手、野球評論家の金村義明、フジテレビアナウンサー・青嶋達也がゲストとして登場。大井競馬場での馬券対決を放送。
- 同年8月5日から2回に分けて、菊花賞出走に向けて調教中のシャチョマンユウキを応援するためにレギュラーメンバーが北海道ロケを敢行。さんまドラマプロジェクト用の予告CMなどを撮影したが殆どお遊びであった。

### 公開収録
年1回の恒例企画。放送は収録日の深夜。レギュラーメンバーは観客100人が収録前に記入した番組に関する意見・感想などを数枚読み上げるほかレギュラーメンバー1人が番組に対する意見・感想などを発言していく。観客はその内容について該当すれば手元にあるトータライザーのスイッチを押す。合計人数は電光掲示板に表示される。収録日と会場は以下のとおり。
- 2005年8月20日 フジテレビ『お台場冒険王』フジテレビ1F特設ステージ
- 2006年7月8日 ウインズ札幌

### うまッチ! vs うまッチ!2
2005年8月6日・13日・27日放送。「うまッチ!チーム」と「うまッチ!2チーム」が番組を賭け、さまざまな対決を行った。司会は福原アナ、アシスタントは工藤。各チームのメンバーは以下のとおり。
- うまッチ!チーム - 山崎、柴田、若槻、長野アナ（レギュラーメンバー4人）
- うまッチ!2チーム - 西川のりお、立花あさり、山田花子、戸部洋子アナ（吉本興業メンバー3人ほか）

対決は「馬券対決」「フットサル対決」「クイズ対決」の全3つ。「馬券対決」「フットサル対決」はうまッチ!チームが勝利したが、うまッチ!2チームが土下座をしたことで「クイズ対決」も行われる。結果はうまッチ!2チームが勝利したため、同年9月3日放送は吉本興業メンバー2人ほかと福原アナ・工藤が番組を進行した。ちなみに、うまッチ!チームはスタッフとして登場。

### 海外G1生中継
2006年7月29日放送（通常より30分遅れ）。ハーツクライがキングジョージ6世&クイーンエリザベスダイヤモンドステークスに出走することと、発走時間とうまッチ!の放送時間が重なったことから実現した。若槻、アンタッチャブル、福原アナ、椋木はスタジオで観戦し長野アナと工藤は約300人が来場したプラザエクウス渋谷で中継した。しかし実際は、レースは日本時間0時20分発走。この日の『うまっチ』は1時45分からの放送。つまり、収録した映像をまるで生放送であるかのように放送していたようである。

### 衝撃クイズ!ディープDEドン!!
同年8月19日・26日、9月3日放送。ディープインパクトの池江敏行調教助手（うまッチ!ファミリー）の凱旋門賞に対する思いなどをクイズにしたもの。司会は柴田と長野アナ、解答者は若槻・工藤・福原アナ・山崎。優勝者は若槻で、優勝商品はよくスベるということで石鹸だった。

### 激論!!ディープは○○を勝てるのか!?
同年9月30日・11月25日放送。ディープインパクトがレース（凱旋門賞、ジャパンカップのいずれかで○○にはこれらのうち1つが入る）に勝てるかどうか議論をしていく『朝まで生テレビ!』のパロディで山崎が山原総一朗（同番組の司会進行役田原総一朗のパロディ）を名乗り、レポーターは長野アナ。うまッチ!メンバーの若槻「ロマンの競馬クイーン」、柴田「データ予想のM-1王者」、福原アナ「競馬歴22年のフジテレビ主任」、工藤「天気予想の天然娘」の4人は勝てる派のパネラーとして登場。加えて『競馬予想TV!』の亀谷敬正「予想界の革命児」、市丸博司「電脳予想家」の2人は負ける派のパネラーとして登場。また、『スーパー競馬』の井崎脩五郎「競馬界のご意見番」もパネラーとして登場。凱旋門賞においては負ける派の予想が、ジャパンカップでは勝てる派の予想が的中し1対1のドローに終わる。

## チナッチャブル
チナッチャブルは、うまッチ!から誕生したコーラスユニット。メンバーは若槻千夏とアンタッチャブル。ユニット名は若槻千夏のチナツとアンタッチャブルのッチャブルを組み合わせたかばん語である。1stシングル『ハルハラリ』に限りフジテレビのスポーツ部副部長であり、うまッチ!の当時プロデューサーでもある矢延隆生が参加しているためやのべ副部長とチナッチャブル名義となっている。

### 来歴
- 『うまッチ!』のコーナー「さんま馬主プロジェクト」の一環として主題歌プロジェクトが立ち上がったのを機に2005年秋頃、同番組に出演した明石家さんまが松山千春の曲『長い夜』のある歌詞を口ずさむとそれに続く歌詞を矢延が口ずさむというやりとりがあった。この模様を見ていたソニーミュージックの関係者が矢延の歌唱力を気に入り、歌手デビューすることになった。しかし一般には無名なプロデューサーのソロでは売れる見込みがないということで同番組のレギュラー・若槻、アンタチャブルが無理矢理加わりユニットを組むことになった。しかし3人はこの企画に全く乗り気でなかったため、これ以降たびたび矢延に対して文句を言っている。
- 2006年4月12日にサンケイスポーツなどでデビューが正式発表される。1stシングルが発売される直前・直後では、フジテレビ系の音楽番組を中心にPR活動をした。若槻が「さんまのまんま」に出演したときは、さんまにCDジャケットの題字ハルハラリを書くように頼み込み、また強制的にハルハラリ宣伝部長へ就任させている。
- 同年5月14日の東京競馬場においてPR目的の発売記念ライブを行った際、『ハルハラリ』のラスト部分、一度曲が切れてから矢延がラストのサビを歌い出そうとしていた矢先に歌が終わったと勘違いした司会の細江が「ありがとうございましたーっ!!」とマイクで割って入ってしまい両者の声がモロにかぶってしまうという前代未聞の失態を犯してしまう。歌の1番良いところを潰してしまった事に細江は平謝り。矢延はリクエストに答えてラスト部分だけもう一度歌うも今度は自ら歌いだしのタイミングを逸してしまい、結局グズグズのまま終わった。なお、この時応援として密かに若槻の両親が来場している事が山崎の口から暴露された。
- フジテレビの番組内で生まれた企画ユニットながら、TBS『うたばん』（2006年5月11日放送）など他局の歌番組にも「チナッチャブル」として出演した。
- オリコンチャート10位以内に入らなければ、矢延はプロデューサーをクビになるという公約を番組内で結ばされている。結果は1週目の売上数1792枚で56位だった。一方、有線チャートでは27位と意外に好評だったためソニーミュージック関係者から今後も活動を続けていくことを明言されていたが数ヵ月後若槻が番組内で解散を宣言し事実上活動を終了した。だが『ハルハラリ』の曲自体はなかなか好評だったようで、『うまッチ!』終了後の2006年12月まで『スーパー競馬』のエンディングテーマ曲として使用され続けた（奇しくも若槻の『スーパー競馬』MC卒業と共にお役御免）。なお矢延プロデューサーはこの件とは無関係に、人事異動により2006年7月を最後に同番組のスタッフから外れている。

### ディスコグラフィー
- 勝利の花びら/ハルハラリ（2006年5月10日）
  - 勝利の花びら - 『ケロロ軍曹』6代目エンディングテーマ、ケロロとギロロの地球（ペコポン）侵略ラヂオ初代エンディングテーマ

作詞：秋元康 作曲：加藤大祐 編曲：明石昌夫 歌：チナッチャブル
  - ハルハラリ - 『うまッチ!』主題歌、『スーパー競馬』エンディングテーマ

作詞：田中明仁、チナッチャブル 作曲：田中明仁 歌：やのべ副部長とチナッチャブル

## スタッフ
- 構成 - 福地邦夫、天野敏宏
- 技術 - 大嶋徹（2006年7月 - ）、菊池謙
- 編集 - 金子誠、小池克己
- MA - 和光康彦（2006年7月 - ）
- 音効 - 沼波良子
- 美術 - 大坊雄二
- デザイン - 深井誠之
- CG - ヨシダ・シゲル
- ナレーター - 梅津弥英子、戸部洋子、渡辺和洋、政井マヤ（いずれもフジテレビアナウンサー）
- 技術協力 - 共同テレビ、共同エディット、産経映画社、八峯テレビ
- TK - 岡田恵子（2006年7月 - ）
- 制作デスク - 岡田雅世
- AD - 山村章之
- ディレクター - 東園基臣（2006年7月 - ）、河村洋一郎、椎名大助
- チーフディレクター - 長谷川雅宏（2006年7月までディレクター）
- プロデューサー - 小須田和彦（2006年7月 - ）

### 過去のスタッフ
- 2006年7月まで
  - 技術 - 大場雅夫
  - MA - 中村貴明
  - TK - 舟岡由紀
  - チーフディレクター - 本間一成
  - プロデューサー - 矢延隆生

## ネット局
- フジテレビ
- 北海道文化放送
- 仙台放送
- 福島テレビ
- 新潟総合テレビ
- 長野放送
- テレビ静岡

## 番組終了とその後
若槻千夏が2006年秋に急性潰瘍性大腸炎を患い入院。同年11月4日放送分から出演を断念する。その間『スーパー競馬』では長野が代役を務め、『うまっチ!』では複数の出演者がいることもあり特に代役は立てなかった。入院加療した若槻は12月23日の放送に復帰出演したものの、局の方針もありこの日をもって『うまっチ!』は2年間、通算100回に及ぶ放送を終了。最終回はエンディングで出演者全員が海援隊の『贈る言葉』を合唱し、翌日のディープインパクトの勝利を願い幕を閉じた。
番組終了後、若槻と同じプラチナムプロダクション所属の東原亜希がレギュラー出演した『うまなで〜UMA to NADESHIKO〜』がスタートするが1年の短命に終わり、その後は木下優樹菜が出演した『みんなのウマ倶楽部』に引き継がれるも2年で終了しプラチナム所属者の競馬番組出演は途絶えたが、2011年の『みんなのKEIBA』の中山開催にて菜々緒が準レギュラー出演していた。